# سرخكان (مقاطعة تشرداول)
سرخكان (بالفارسية: سرخکان) هي قرية تقع في قسم شباب الريفي (مقاطعة تشرداول) في إيران. يقدر عدد سكانها بـ 377 نسمة .